# Theodor Meyer (homme politique)
Pour les articles homonymes, voir Theodor Meyer et Meyer.
Theodor Meyer (né le 5 décembre 1861 à Sundern et mort le 30 avril 1944 à Levern) est un pasteur protestant et député du Reichstag.

## Biographie
Meyer est le fils d'un chantre. Il étudie au lycée Ulricianum d'Aurich de 1873 à 1881 et les universités de Tübingen, Leipzig, Berlin et Bonn jusqu'en 1884. Le 13 juin 1886, il est ordonné prédicateur adjoint à l'église Siméon et garnison de Minden, puis il est chapelain de prison à Dortmund. Le 1er avril 1888, il entre dans le service pénitentiaire prussien et travaille comme aumônier de prison dans les établissements pénitentiaires de Lichtenburg près de Torgau et Sonnenburg et de 1895 à 1925 à la prison cellulaire de Herford. Ensuite, il travaille jusqu'à sa retraite le 1er avril 1927 comme pasteur principal à la maison d'arrêt de Berlin-Moabit.
De 1912 à 1918, il est député du Reichstag pour la 2e circonscription de Minden (Herford, Halle-en-Westphalie (de)) pour le Parti national-libéral.
Après la Première Guerre mondiale, Meyer rejoint le Parti populaire allemand (DVP). Dans les années 1920, il est président du Reichsbeamtenausschuss du DVP. De 1919 à 1921, il est membre de l'Assemblée constituante de l'État prussien et en février 1921, il est élu député du Landtag de l'État libre de Prusse, auquel il appartient jusqu'à la fin de la troisième législature en 1932.